# قلعه تاگا
قلعه تاگا (به ژاپنی: 多賀城, Taga-jō)، یک قلعه ژاپنی در دوره نارا بود.